# Inokentiy A. Balanovsky
Inokentiy Andriyovych Balanovsky (em russo: Иннокентий Андреевич Балановский) (Tcherkássi, 26 de novembro de 1885) foi um astrônomo e astrofísico soviético.

## Biografia
Em 1910 Balanovsky se formou na Universidade Estatal de São Petersburgo. Ele trabalhou como chefe do setor de astrofísica do Observatório de Pulkovo. Em 7 de novembro de 1936, ele foi preso em conexão com o "caso Pulkovo" e em 25 de maio de 1937, ele foi condenado a 10 anos de prisão. O destino é desconhecido. Balanovsky foi reabilitado em 1957.
Balanovsky trabalhou no campo da astrofotografia e fotometria, descobriu muitas novas estrelas variáveis telescópicas. Em 1922, em fotografias de 1919, ele descobriu uma supernova na galáxia elíptica Messier 87, que tinha uma magnitude aparente de 21,5m.
Um asteroide foi nomeado em homenagem à esposa (também astrônoma) de Balanvsky,  Inna Nikolaevna Leman-Balanovskaya (em russo: Леман-Балановская, Инна Николаевна), o 848 Inna. O asteroide foi descoberto por Grigory Nikolaevich Neujmin em 5 de setembro de 1915 em Simeiz.